# 雍布拉康

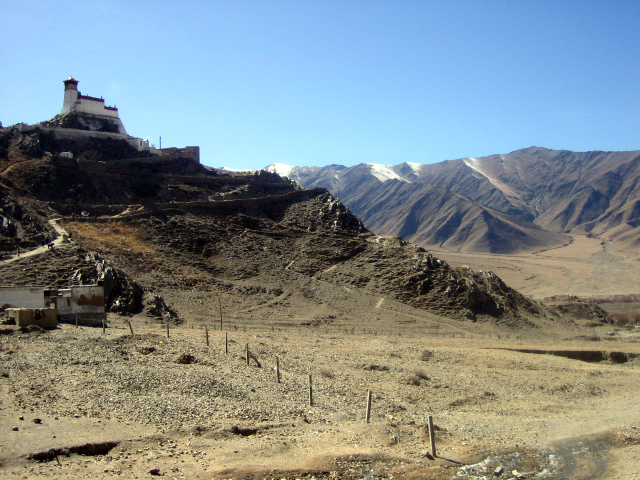

29°8′32.69″N 91°48′8.83″E / 29.1424139°N 91.8024528°E
雍布拉康（藏語：ཡུམ་བུ་ལྷ་སྒང༌།，威利转写：Yum Bu bLa sGang，藏语拼音：Yumbu-Lha Khang），位于西藏自治区山南市乃东区东南约5公里、昌珠镇境内的扎西次日山上。相传由雅隆部落的首领聂赤赞普于公元前127年建造，是西藏的第一座宫殿。

## 历史
第五世达赖喇嘛後來将雍布拉康改为一座寺庙，變成為了宗教場所，内供奉释迦牟尼佛像。1962年被确定为西藏自治区文物保护单位。文化大革命期间，雍布拉康的廟宇部分，被當地的年輕政治份子動員拆毁，過程中部份文物流失，仅留下断壁残垣，1982年后重新修复建筑，被列入保護中。

## 建筑
現今保留的部分是一座3层建筑。一层的前半部为门厅，面积33平方米，门厅外是一个带檐的小平台。后半部是佛殿，供有松赞干布、文成公主等的塑像。第二层亦分前后两部分，前半部为三面环绕矮墙的平台，后半部是带天井的回廊。五世达赖喇嘛时在碉楼的顶部加盖了四角攒尖式金顶。雍布拉康除部分僧房外，还有一间供历世达赖喇嘛来此礼拜时居住的卧室。
雍布拉康内的壁画描绘了西藏的第一位赞普，第一座建筑和第一块耕地的故事。据说由于聂赤赞普教导人们种地，现在雍布拉康附近还保留着西藏的第一块耕地。由于雅隆人学会农耕，部落逐渐强大起来，终于在第33代赞普松赞干布时代统一了全吐蕃各部落，建立了吐蕃王国，并迁都到北面的拉萨平原，在拉萨首先建立了大昭寺，将雍布拉康作为松赞干布和文成公主的夏宫，目前只在大昭寺和雍布拉康有松赞干布和文成公主共同的塑像。
雍布拉康还保存着西藏第一部佛经《诸佛菩萨名称经》，据说在文成公主将佛教带到西藏以前，在第28代赞普时代，从天上降下一本书到雍布拉康的屋顶上，当时信奉苯教的藏人不知为何物，但既然是天降的，仍然保存下来。直到在藏族皈依佛教后，才知道这是一本佛教经典，现在仍然保存在雍布拉康。
雍布拉康东北400余米的山沟里，有一眼终年不涸的泉水，传说是被松赞干布时重臣噶尔东赞发现的，被称为“嘎泉”。到雍布拉康礼拜的人都到嘎泉饮用泉水，据说可医百病。